# EPA SWMM
EPA SWMM(United States Environmental Protection Agency Storm Water Management Model)은 미국 환경보호청에서 만든 강우-유출-지표면 유출 시뮬레이션 모델이다. 시가지/비 시가지의 단일 호우 사상부터 연속적인 장기 호우 사상까지 수질, 수문 모델링까지 가능하다. 도로·초지·도랑·관로 등에 대한 강우-유출, 증발, 침투, 지하수 흐름을 모의할 수 있다. SWMM의 수문 모델링은 투수/불투수, 지면저류 유무에 따라 소유역의 유출량, 강우로 인한 오염물 부하, 증발 및 침투로 인한 손실량을 예측할 수 있다. 저영향 개발(Low Impact Development, LID)과 오염물 최적관리방안(best management practice, BMP)도 투수/불투수 지역에 따른 유출을 줄이기 위해 소유역에 적용시킬 수 있다. SWMM의 수리학 모델링은 폐합 관로, 개수로, 저장 탱크, 수처리 시설, 저류지, 펌프, 오리피스, 위어, 유출구 등으로 구성된다. SWMM은 각각의 소유역에서 발생한 하수의 수량, 수질, 유량, 수로의 수심 등을 추적한다.
SWMM은 미국 환경보호청과 북미의 여러 기관, 컨설턴트, 대학교들에서 널리 사용하는 모델이다. 최근 업데이트와 새 기능에 대한 설명은 EPA의 웹사이트에서 확인할 수 있다.

## 기능
SWMM으로 다양한 수문 유출 상황을 모의할 수 있다.
1. 시간에 따라 변화하는 강우
2. 수표면 증발
3. 적설 또는 눈이 녹음에 따른 영향
4. 지면보류로 인한 손실량
5. 불포화 토층으로 침투하는 강우량
6. 지하수층으로 침루하는 강우량
7. 다양한 저영향 개발로 인한 집수량

수리 구조물에 다양한 수리학적 조건을 부여할 수 있다.
1. 관망 규모에 제한 없음.
2. 다양한 단면형의 수로를 사용할 수 있다. 파이프, 개수로, 또는 자연하천 단면도 지정할 수 있다.
3. 저류지, 탱크, 펌프, 위어, 오리피스 등의 다양한 수리구조물을 적용가능.
4. 지표면 유출, 지하수 흐름, 침투수, 청천 시 흐름, 사용자 정의 흐름 등을 적용가능.
5. kinematic wave 또는 full dynamic wave 적용 가능.
6. 배수효과(backwater), 역류, 등 다양한 수면형 모델링.
7. 펌프 작동, 오리피스 개폐, 위어 월류수위 설정

## 적용
SWMM은 다양한 하수도 모의에 사용된다.
1. 홍수 통제에 필요한 하수도 시스템의 규모 도출 및 설계
2. 홍수 통제 및 수질 관리를 위한 부속시설의 설계
3. 합류식 관거 월류량 최소화를 위한 설계
4. 비점 오염에 의한 부하량 평가
5. 오염물 최적 관리방안(BMP)과 저영향 개발(LID) 효과성 평가
6. 시가지 또는 초지 유역의 강우-유출 모델링
7. 우수, 오수, 또는 합류식 하수도의 수리 및 수질해석
8. 하수도 시스템과 도시 유역의 종합 계획 수립.

EPA SWMM은 퍼블릭 도메인 소프트웨어이므로 무료로 복제하거나 배포할 수 있다. SWMM 5의 엔진은 C로 작성되어 있으며, GUI는 델파이로 되어있다. 때문에 학생 또는 전문가들은 쉽게 편집하거나, 부가 기능을 만들어 사용할 수 있다.

## 모델링 변수
소유역에 사용되는 변수들은 표면 조도, 지면 보류, 경사 등이 있다. 침투에 사용하는 변수들은 Horton 방법을 쓰는 경우 최대, 최소 유량, 감소상수가 있다. Green-Ampt 방법을 쓰는 경우 투수계수, 초기 함수량 부족, 습윤선에서 토양 흡인수두가 변수가 된다. NRCS Curve Number를 쓸 수도 있다. 관로에는 Manning의 조도계수 등을 쓸 수 있다. 그밖에 포화토가 완전 배수하기까지의 시간도 변수로 넣을 수 있다.

## 참고 자료
- Storm Water Management Model (SWMM) version 5.1 User's Manual
- 이재수. 〈침투, 유출수문곡선〉. 《수문학》 2판. 구미서관.